# 全国歌謡ベストテン
『全国歌謡ベストテン』（ぜんこくかようベストテン）は、文化放送が制作し、同局と火曜会加盟AM局による全国ネットで1962年8月15日から1997年10月4日までの約35年間にわたり1833回放送され、さらにその後KBS京都にて自社製作ローカル番組として1997年10月から2002年12月29日までの約6年間にわたり267回放送されたランキング形式の邦楽専門音楽番組。
放送開始当初の正式タイトルは『明治製菓全国歌謡ベストテン』で、明治製菓の一社提供番組だった。

## 概要
文化放送が1953年から1962年6月まで放送していた『今週の歌謡ベストテン』を全国網に乗せるため開始した番組。初回放送の前週（1962年8月8日）に『「全国歌謡ベストテン」スタートを前にして』という特別番組を放送。
電話リクエスト、はがきリクエスト、シングルレコード（CD）売上、ベストテン選定委員会の順位の4要素でランキングを決定していた。

4要素によるランキング決定、4要素を発表（読み上げ）してからの総合ベストテン発表といった番組構成は、『ザ・ベストテン』（TBSテレビ）や『不二家歌謡ベストテン』（ニッポン放送）、『ベストテンほっかいどう』（北海道放送＝HBCラジオ）など後発のカウントダウン番組に大きな影響を与えたとされる。とはいえ、生放送が行われたのは火曜会版終了直前の半年間だけで、パーソナリティに外部のタレントを起用した後期には一度に2週分の録音を行う「2本録り」が行われ、他のランキング番組に比べて速報性が著しく欠けていた。このため、文化放送は後に独自のランキング番組として『決定!全日本歌謡選抜』→『SUPER COUNTDOWN 50』→『スパカン!』を立ち上げ、他の火曜会加盟局も速報性と独自性を兼ね備えた自社番組を次々と立ち上げていった。
放送時間は各局バラバラで、30分、45分、50分、60分で放送されていた局もあった。短縮版では、流す曲数を変えたり曲の長さやコーナーを削ったりして対応していた。山陰放送では「角兵衛のGO!GO!パープル」が放送される週は30分、されない週は60分で放送されていた。
火曜会に非加盟の山陽放送（現：RSK山陽放送）でも放送されていた時期がある。一方、中京広域圏ではネットがなかったが、「不二家歌謡ベストテン」と「決定!全日本歌謡選抜」（企画ネット）はいずれも東海ラジオで放送されていた。
オープニング・エンディングの曲はメキシコ民謡の「ラ・ゴロンドリーナ」。

### オープニングの挨拶
「北は北海道から南は沖縄まで、全国民間放送31社の集計による全国歌謡ベストテン!!　あなたが歩く人生の小路に小さく咲く花のように、咲いては消える歌の数々。北から南から、あなたの1枚の葉書が、電話リクエストが、そして全国民放31社の第一線の音楽ディレクターが、音楽評論家が、全国から集められたレコードの売り上げが…。それら火曜会全ての資料を基に、巨大なコンピュータがはじき出した、最も充実した、最も信頼できる。動く、動く!! 全国歌謡ベストテン!!」

### 番組後期の展開、そして終了へ
文化放送が1976年（昭和51年）4月改編で『歌謡選抜』を立ち上げた後も、外部のタレントである高島忠夫を司会に投入したり、『歌謡選抜』と基本的に異なるランキングを作成したりするなどの策が行われ、1980年代に開始したニッポン放送の裏番組『全国歌謡ヒット速報』を7年間で終了に追い込むなど高い存在感を示してきたが、平成に入る頃から『歌謡選抜』以上に内容の陳腐化・構成のマンネリ化が進んだ。
また同じ土曜日昼間の放送で構成もほぼ同様だったTOKYO FM『コーセー化粧品歌謡ベスト10』（現・『COUNTDOWN JAPAN』）を、JFNは加盟全局フルネットとし、当時新たに開局したJFN加盟の県域FM局も対象となり、当番組と同様全国放送になった。このため、1990年（平成2年）10月改編で、『歌謡選抜』が『SUPER COUNTDOWN 50』にリニューアルすると、次の1991年（平成3年）4月改編で、歴代最長の14年間司会を務めた高島が降板。関根勤が新たな司会者に就任したが、この頃には文化放送でスポンサーが頻繁に交代しており、次第に番組の立ち位置が不安定となっていった。
この頃首都圏では、1989年の開局と同時にスタートしたbayfm『パワカン』（現・『POWER COUNTDOWN REAL』）が土曜日午後に移動してきて競合となる。
1994年（平成6年）4月改編では、『SCD50』を後輩の斉藤一美に譲った文化放送アナウンサー竹内靖夫が転入してくるが、平成不況で文化放送でもスポンサーが離れ、全編PT枠となった。その上同じ土曜深夜に放送されていた『さだまさしのセイ!ヤング』の打ち切りに伴って後継の『(有) さだまさし大世界社』が移動してきた関係で、1970年以来となる日曜朝の放送に変更となった。
1996年（平成8年）10月改編で、司会が竹内の8年後輩にあたる太田英明に交代し、同時にご意見番格だった伊藤強も降板した。
そして1997年（平成9年）10月改編で、文化放送は『SCD50』に一本化して当番組独自のランキング作成を取りやめることになり、火曜会加盟の地方局でも直前の金曜日に放送された『SCD50』の上位10曲をそのまま紹介する録音番組『SUPER COUNTDOWN 10』に移行して、文化放送・火曜会版の放送は終了した。文化放送・火曜会版の最終回の1位は、GLAYの『HOWEVER』だった。
しかしこの動きに火曜会加盟局のKBS京都が反発し、翌週から自社製作のローカル番組として再スタート。放送回数も文化放送時代からの通しでカウントされ、2000年（平成12年）に通算2000回目の総合ランキングを発行。2002年（平成14年）12月29日の最終回は「第2100回」として放送された。KBS京都版の最終回の1位は、CHEMISTRYの『It Takes Two』だった。

## 出演者

### 歴代パーソナリティ
全国ネット時代
- 小野俊雄 - 1962年 - 1965年
- 茂木幹弘 - 1966年 - 1967年
- 田名網 - 1968年 - 1970年4月
- 佐藤やすし - 1970年5月 - 1974年9月
- 土居まさる - 1974年10月 - 1977年3月
- 高島忠夫 - 1977年4月 - 1991年4月6日
- 関根勤 - 1991年4月13日 - 1994年4月2日
- 竹内靖夫 - 1994年4月9日 - 1996年10月5日
- 太田英明 - 1996年10月12日 - 1997年10月4日

KBS京都ローカル時代
- 山本雄二 - 1997年10月11日 - 2002年12月29日（2002年末でKBS自社製作版も終了）

### 音楽評論家
- 安倍寧（1970年5月以降）
- 伊藤強（竹内靖夫時代まで）

## 番組の構成
文化放送制作時代、1980年代中盤・55分／60分版の構成を例に挙げる。
- タイトルコール、オープニング
- 4部門の発表（アシスタントによる各部門ベストテンの読み上げ、伊藤強による寸評、各部門ベストテンにおける注目曲[注 1]を1曲ないし2曲紹介）
- 全国各地の動き（有力曲の系列局順位紹介。こちらもアシスタントが曲ごとに系列局のランキングを読み上げ）
- ゲストの出演があればゲストコーナー
- ランキング発表（10位から4位の発表、10位の発表前にパーソナリティによる「第〇〇回、総合ベストテンの発表です」と放送回数の読み上げが入る。各曲イントロから1コーラス～2分程度流す）
- ベストテン圏外、30位から11位までの発表（アシスタントによる順位の読み上げ。前週順位などの紹介はなく、順位と歌手名、曲名のみを読み上げる）
- ベスト3発表（1位発表前にはパーソナリティによる「第〇〇回、全国歌謡ベストテン、第1位の発表です」と再び回数の読み上げが入る）
- 伊藤強による総評
- エンディング

原則として総合ベストテン順位の読み上げはパーソナリティが、曲紹介はアシスタントが行う形を採っていた。
- パーソナリティ「続いて今週の第〇位」
- アシスタント「レコード売上不調、先週の〇位からダウン、（歌手名）／（曲名）」

ベストテン発表前、1位発表前に放送回数の読み上げが入るのは、同じく文化放送制作の『全国ポピュラーベストテン』と同じであった。

## 放送時間の移り変わり（文化放送）
- 番組開始当初:水曜19:30 - 20:30[2]
- ? - 1969年頃:日曜深夜30分間の放送。
- 1969年頃 - 1970年頃:日曜9:15 - 10:00
- 1971年頃 - 1986年3月:土曜16:00 - 17:00[注 3]
- 1986年4月 - 1991年3月:土曜15:10 - 16:00[注 4]
- 1991年4月 - 1993年9月:土曜15:10 - 16:25
- 1993年10月 - 1994年3月:土曜15:00 - 16:00[注 5]
- 1994年4月 - 1996年9月:日曜8:30 - 9:25[注 6]
- 1996年10月 - 1997年3月:日曜19:00 - 19:45[注 7]
- 1997年4月 - 1997年10月4日:月曜20:00 - 20:50[注 8]

## 過去の年間チャート1位
| 年度   | 曲名                     | 歌手名                  | 備考      |
| ------ | ------------------------ | ----------------------- | --------- |
| 1962年 |                          |                         |           |
| 1963年 |                          |                         |           |
| 1964年 | 恋をするなら             | 橋幸夫                  | [ 注 9 ]  |
| 1965年 |                          |                         |           |
| 1966年 |                          |                         |           |
| 1967年 | 夕笛                     | 舟木一夫                |           |
| 1968年 | 艶歌                     | 水前寺清子              |           |
| 1969年 | 京都・神戸・銀座         | 橋幸夫                  |           |
| 1970年 | 手紙                     | 由紀さおり              |           |
| 1971年 | また逢う日まで           | 尾崎紀世彦              |           |
| 1972年 | ひとりじゃないの         | 天地真理                |           |
| 1973年 | 危険なふたり             | 沢田研二                |           |
| 1974年 | よろしく哀愁             | 郷ひろみ                | [ 注 10 ] |
| 1975年 | 私鉄沿線                 | 野口五郎                |           |
| 1976年 | 横須賀ストーリー         | 山口百恵                |           |
| 1977年 | ウォンテッド (指名手配)  | ピンク・レディー        |           |
| 1978年 | UFO                      | ピンク・レディー        |           |
| 1979年 | 関白宣言                 | さだまさし              |           |
| 1980年 | ダンシング・オールナイト | もんた&ブラザーズ       |           |
| 1981年 | ルビーの指環             | 寺尾聰                  |           |
| 1982年 | 待つわ                   | あみん                  |           |
| 1983年 | ガラスの林檎             | 松田聖子                |           |
| 1984年 | 涙のリクエスト           | チェッカーズ            | [ 注 11 ] |
| 1985年 | あの娘とスキャンダル     | チェッカーズ            |           |
| 1986年 | CHA-CHA-CHA              | 石井明美                | [ 注 12 ] |
| 1987年 | 君だけに                 | 少年隊                  |           |
| 1988年 | ガラスの十代             | 光GENJI                 | [ 注 13 ] |
| 1989年 | Diamonds                 | プリンセス プリンセス   |           |
| 1990年 | 夢を信じて               | 徳永英明                | [ 注 14 ] |
| 1991年 | はじまりはいつも雨       | ASKA                    | [ 注 15 ] |
| 1992年 | それが大事               | 大事MANブラザーズバンド |           |
| 1993年 | 負けないで               | ZARD                    |           |
| 1994年 | innocent world           | Mr.Children             |           |
| 1995年 | TOMORROW                 | 岡本真夜                |           |
| 1996年 | アジアの純真             | PUFFY                   |           |
| 1997年 | HOWEVER                  | GLAY                    |           |
| 1998年 |                          |                         |           |
| 1999年 | Automatic                | 宇多田ヒカル            |           |
| 2000年 | TSUNAMI                  | サザンオールスターズ    |           |
| 2001年 | Can You Keep A Secret?   | 宇多田ヒカル            |           |
| 2002年 | （未発表）               |                         |           |

- 80年代中盤までは、曲別の年間ランキングではなく、歌手別の年間ランキングを発表することがままあった（1974年や1984年など）。また、曲別の年間ランキングを発表した年も、夏場で集計を打ち切っているケースが2度ある（1988年と1990年）。
- 番組に「コンピューター集計」が導入されたのは1970年5月から。それまでは全国のラジオ局に寄せられた葉書リクエストのみによるランキング決定であった。4部門（レコード売上、電リク、葉書リクエスト、選定委員会）によるランキング決定もこの時からである。
- 「北は北海道から、南は九州沖縄まで……」というオープニングのナレーションが使われ始めたのもこの時期からである。
- 部門別集計が始まってからも、総合ベストテンのランキング決定に際しては電話と葉書によるリクエストの比率が高く設定されていたため、必ずしもレコードが売れた曲がそのまま上位にランキングされるわけではなかった。『女のみち』や『なみだの操』といった爆発的なセールスを記録した曲も、当番組では週間ランキングにおいても一度も1位にはなっていない。（『女のみち』は最高5位、『なみだの操』は最高4位）またシングルレコード売上総合1位の記録を持つ『およげ!たいやきくん』は、当番組では1位を1週だけ記録したものの、1976年度年間チャートでは11位に留まっている。なお、『SUPER COUNTDOWN 50』と『全国歌謡』の両方で年間ランキング1位を獲得した曲は、1991年の『はじまりはいつも雨』と1994年の『innocent world』の2曲しかなく、『歌謡選抜』と『全国歌謡』の時代に遡っても少なかった。

## 記念回の年月日と1位獲得曲
| 回                                  | 放送日         | 曲名            | 歌手名               |
| ----------------------------------- | -------------- | --------------- | -------------------- |
| 1300                                | 1987年7月18日  | Blonde          | 中森明菜             |
| 1400                                | 1989年6月17日  | 嵐の素顔        | 工藤静香             |
| 1500                                | 1991年5月18日  | LADY NAVIGATION | B'z                  |
| 1600                                | 1993年4月17日  | YAH YAH YAH     | CHAGE & ASKA         |
| 1700                                | 1995年3月18日  | Masquarade      | trf                  |
| 1800                                | 1997年2月15日  | YOU ARE THE ONE | TK PRESENTS こねっと |
| 1833 （文化放送・火曜会版の最終回） | 1997年10月4日  | HOWEVER         | GLAY                 |
| 1900                                | 1999年2月28日  | Winter,again    | GLAY                 |
| 2000                                | 2001年1月28日  | fragile         | Every Little Thing   |
| 2100 （KBS京都版の最終回）          | 2002年12月29日 | It Takes Two    | CHEMISTRY            |